# Félix Le Couppey
Félix Le Couppey (París, 14 d'abril de 1811 - 4 de juliol de 1887) fou un pianista francès.
Fou deixeble de Pradher i de Dourlen, i ja als disset anys se'l nomenà professor auxiliar del Conservatori de París, on tingué alumnes com Cecile Chaminade o Henri Hippolyte Potier. Després ho fou de l'Escola Politècnica. El 1837 aconseguí en propietat la càtedra d'harmonia del Conservatori. El 1848 substituí a Henri Herz, que llavors viatjava per Amèrica.
Es retirà de l'ensenyança per xacres en la seva salut el 1885, malgrat que sempre treballà. Havent aconseguit durant els seus estudis dos primers premis: un de piano i un altre d'harmonia. Publicà: De l'enseignement du piano (1865), Ecole du mécanisme du piano, etc.